# Charles Starkweather
Charles Raymond Starkweather (Lincoln (Nebraska), 24 november 1938 – aldaar, 25 juni 1959) was een Amerikaanse spree killer, die met zijn vriendin verantwoordelijk was voor de moord op elf mensen.

## Biografie

### Jeugd
Charles Raymond Starkweather groeide op in Lincoln, Nebraska als het derde kind in een gewoon middenklassegezin van zeven. Vader was een timmerman en moeder vulde soms het gezinsinkomen aan als serveerster. Charlies jeugd was vrij rimpelloos, al werd hij op school soms gepest, omdat hij een licht spraakgebrek had en door het leven moest met O-benen. Zijn prestaties op de middelbare school waren middelmatig, maar hij blonk wel uit in gymnastiek, ondanks zijn handicap. Hij groeide op tot een fysiek sterke puber, die zijn kracht soms gebruikte tegen leeftijdgenoten die hem kort daarvoor nog voor schut hadden gezet. Hij identificeerde zich sterk met de rebellie van James Dean. Starkweather modelleerde zijn haar naar dat van zijn idool en ging dezelfde kleren dragen. Ondanks deze pose had hij nog steeds een laag zelfbeeld en hij was ervan overtuigd dat hij toch niets zou bereiken in het leven, zonder diploma van school.
Inmiddels had hij een meisje leren kennen – de 14-jarige Caril Ann Fugate (Lincoln, 30 juli 1943). Hij nam een baantje als magazijnbediende vlak bij haar school om Caril Ann zo elke dag te kunnen zien. Toen hij haar rijles gaf veroorzaakte ze een aanrijding en vader Starkweather moest opdraaien voor de schade. Dit leidde tot een slaande ruzie en zoon Charles werd het huis uitgetrapt. Hij nam nu een baantje als vuilnisman en dacht erover banken te gaan overvallen – informatie die hij hiervoor nodig had zou hij op de route die hij met de vuilniswagen reed kunnen verzamelen.

### De moorden
Op 1 december 1957 schoot Starkweather in woede de pompbediende Robert Colvert dood in diens tankstation, toen deze hem geen pluche-hond op krediet wilde verkopen om aan Caril Ann te geven. Anderhalve maand later, op 21 januari 1958, vermoordde hij de stiefvader, de moeder en het 2-jarige stiefzusje van Caril Ann, Betty Jean, in hun woning in Lincoln. De stoffelijke overschotten werden in de tuin begraven. Starkweather en Caril Ann bleven nog 6 dagen in het huis wonen en hielden bezoekers van de deur met de mededeling dat iedereen griep had. De grootmoeder van Caril Ann vertrouwde het zaakje niet en belde de politie. Toen deze poolshoogte kwam nemen bleken de beide vogels gevlogen.
Ze waren vertrokken naar het plaatsje Bennet waar een kennis van de familie Starkweather woonde. Deze zeventigjarige August Meyer was het volgende slachtoffer. Hij werd doodgeschoten en het koppel nam zijn auto mee. Toen deze vast kwam te zitten in de modder hielden Charles en Caril Ann een andere auto aan. De inzittenden, Robert Jensen en Carol King, die dachten behulpzaam te kunnen zijn, moesten dit met hun leven bekopen. Met hun nieuwe vluchtauto reden Starkweather en zijn vriendin terug naar Lincoln waar zij het huis binnendrongen van C. Lauer Ward, een rijke fabrikant. Diens vrouw Clara en Lillian Fencl, de huishoudster, werden doodgestoken. Toen de heer des huizes 's avonds thuiskwam werd hij door Charles en Caril Ann opgewacht – Starkweather schoot hem dood. Zij vluchtten vervolgens in de zwarte Packard van Ward, maar zij realiseerden zich snel dat deze luxe-auto wel heel erg in de gaten liep. Zij troffen 20 kilometer buiten Douglas, Wyoming een Buick aan, die langs de weg geparkeerd stond en waarin de handelsreiziger Merle Collison lag te slapen. Deze werd gewekt en prompt doodgeschoten.

### Arrestatie en berechting
Een politie-auto stopte vrijwel op hetzelfde moment bij de plaats van het misdrijf, net toen Charles de Buick probeerde te starten en Caril Ann riep in paniek naar de uitstappende deputy sheriff: "It's Starkweather! He's going to kill me!" Starkweather racete nu als een dolleman alleen weg en Caril Ann werd ingerekend. De vlucht van Starkweather eindigde in een kort vuurgevecht met de politie, waarbij Starkweather licht aan een oor gewond raakte. Hij gaf zich prompt over.
Wat niemand had gedacht of verwacht, leek later bij het proces tegen de twee waar te zijn: Caril Ann zou medeschuldig zijn geweest aan de moorden in haar familie. Eerst hield Charles vol dat Caril Ann niks met de moorden te maken had, maar toen bleek dat Caril Ann voor strafvermindering bereid was tegen Starkweather te getuigen, wilde hij op zijn beurt voor strafvermindering tegen haar getuigen. Caril Ann zou Starkweather hebben aangespoord om haar ouders en kleine zusje dood te schieten. Sterker nog, toen Charles de peuter doodde, stond zij, volgens Starkweather, gewoon in de keuken een eitje te koken. Ook probeerde hij haar de dood van anderen, waaronder die van Collison, in de schoenen te schuiven, maar Caril Ann bleef ontkennen en getuigde glashard tegen Charles - deze zou haar al die tijd in gijzeling hebben gehouden. Beiden werden uiteindelijk wegens moord ter dood veroordeeld. Het vonnis van Caril Ann Fugate werd omgezet in levenslang, omdat zij minderjarig was. Charles Starkweather eindigde op de elektrische stoel in de Nebraska State Penitentiary in zijn eigen woonplaats Lincoln.
In de zomer van 1976 kwam Caril Ann Fugate vervroegd vrij wegens goed gedrag. Zij leeft nu in Michigan onder een andere naam een teruggetrokken bestaan.

## Erfenis
De tragedie vormde de inspiratiebron voor Badlands, een film van Terrence Malick uit 1973. Ook de song Nebraska, op het gelijknamige album uit 1982 van Bruce Springsteen, is op de moordgeschiedenis gebaseerd. Het verhaal van Starkweather wordt vanuit zijn ogen verteld. De titel van het lied luidde dan ook oorspronkelijk Starkweather.
Een verwijzing naar de film komt voor in het nummer Nothing really ends van dEUS: "The one where Martin Sheen waves his arm to the girl in the street".
De fotograaf Christian Patterson bracht in 2011 het fotoboek Redheaded Peckerwood uit dat gebaseerd is op deze tragedie.